# قرار مجلس الأمن التابع للأمم المتحدة رقم 423
قرار مجلس الأمن التابع للأمم المتحدة رقم 423، المعتمد في 14 مارس 1978، بعد التذكير بقراراته بشأن روديسيا الجنوبية، ولا سيما القرار 415 (1977)، أدان المجلس محاولات "النظام العنصري غير الشرعي في روديسيا الجنوبية للاحتفاظ بالسلطة ومنع استقلال زيمبابوي. كما انتقد عمليات إعدام البلاد للسجناء السياسيين والإجراءات ضد دول الجوار.

## التاريخ
أعلن المجلس أن أي تسوية من قبل النظام في روديسيا الجنوبية ستكون غير قانونية وطالب الدول الأعضاء الأخرى بعدم الاعتراف بها. كما دعا «النظام غير الشرعي» إلى نقل السلطة وإجراء انتخابات حرة ونزيهة، مطالباً حكومة المملكة المتحدة باتخاذ كافة الإجراءات اللازمة لإنهاء النظام.
ثم دعا القرار جميع الأطراف المعنية إلى الدخول في مفاوضات لتحقيق إنهاء حقيقي للاستعمار في الإقليم. أخيرًا، دعا القرار الأمين العام إلى مراقبة الوضع وتقديم تقرير في موعد أقصاه 15 أبريل 1978.
اعتمد القرار بأغلبية 10 أصوات؛ امتنعت كندا وفرنسا وألمانيا الغربية والمملكة المتحدة والولايات المتحدة.